# Chris Walla
Christopher Ryan "Chris" Walla, född 2 november 1975 i Bothell, Washington, är en amerikansk musiker och producent, mest känd som tidigare gitarrist i Death Cab for Cutie. Han har jobbat som producent för en rad olika artister och grupper inom indierock, däribland Rocky Votolato, The Decemberists, Tegan and Sara och The Lonely Forest.
Walla gick med i Death Cab for Cutie 1997, medan han gick på Western Washington University i Bellingham, Washington. Så småningom släppte han sju album, fyra EP-skivor och två live-EP-skivor med bandet, och han skrev många av deras hitlåtar, inklusive "Title and Registration" och "I Will Possess Your Heart". Den 13 augusti 2014, efter 17 år med Death Cab for Cutie, beslutade Chris Walla att lämna bandet för att ägna sig åt musikproduktion. Wallas sista uppträdande med bandet inträffade den 13 september 2014 vid Rifflandia Music Festival i Victoria, British Columbia.
Walla grundade sin egen inspelningsstudio, belägen i sitt hem i Portland, Oregon, med namnet Alberta Court. Innan han flyttade till Portland, från 2000 till 2005, var han ägare / innehavare av en inspelningsstudio i Seattle, Hall of Justice, där Death Cab for Cutie och många Pacific Northwest-band spelade in under åren. 2012 började Walla bygga om Hall of Justice efter att ha flyttat tillbaka till Seattle.

## Diskografi
Soloalbum
- Field Manual (2008)
- Tape Loops (2015)

Studioalbum med Death Cab for Cutie
- Something About Airplanes (1998)
- We Have the Facts and We're Voting Yes (2000)
- The Photo Album (2001)
- Transatlanticism (2003)
- Plans (2003)
- Narrow Stairs (2008)
- Codes and Keys (2011)
- Kintsugi (2015)